# Kvicksilver

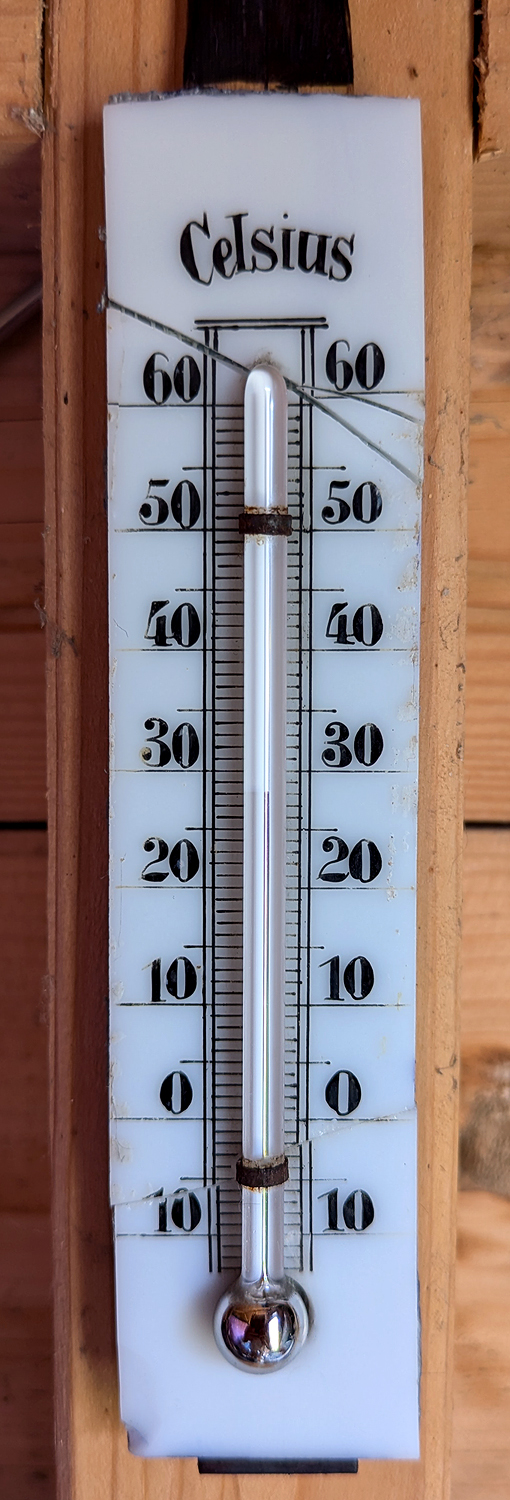
En gammal termometer med kvicksilver från Celsius.

Kvicksilver har kemiskt tecken Hg; latinskt namn hydrargyrum, efter grekiska hydrargyros, ὑδράργυρος, "vattensilver") är ett metalliskt grundämne som är flytande vid normal rumstemperatur. Det bildar lätt legeringar med andra metaller, och dessa kallas med ett samlingsnamn amalgamer. Kvicksilver är relativt sällsynt och utvinns ur mineralet cinnober (HgS) genom upphettning i luft, varvid det bildas kvicksilver och svaveldioxid (SO2). Grundämnet har atomnummer 80 och tillhör periodiska systemets grupp 12 (zinkgruppen), tillsammans med zink och kadmium.
Ämnet har under människans historia använts till en mångfald av ändamål, bland annat vid framställning av guld, silver, klor och soda, och amalgam (där det ingår som beståndsdel). Det har även haft stor betydelse i många äldre civilisationer. Dock är kvicksilver ett starkt gift, såväl för människor och djur som för miljön. Det ger bland annat skador på centrala nervsystemet och njurarna. Grundämnet skiljer sig från andra genom att det bildar den diatomiska jonen Hg22+. 

## Historik

### Etymologi
Det svenska ordet kvicksilver är en översättning av latinets argentum vivum, där kvick används i den äldre betydelsen 'levande', på samma sätt som i kvickrot och kvick i jord.
Det kemiska tecknet Hg stammar från hydrargyrum, latinets namn på ämnet. Detta går tillbaka till grekiskans hydrargyros, bildat på orden 'hydōr ('vatten') och 'argyros ('silver').

### Äldre civilisationer
Det äldsta kända fyndet av metalliskt kvicksilver gjordes i en egyptisk grav från cirka 1500 f.Kr.
Cinnober (en förening av kvicksilver och svavel) har brutits i Almadén i Spanien sedan antiken och även i Kina och förcolumbianska Anderna. Cinnober användes till att framställa röda färger och är i princip det enda kända mineralet som används för utvinning av kvicksilver.
Alkemister i hela Eurasien var intresserade av kvicksilver. Många ansåg att kvicksilver kunde vara en beståndsdel i andra metaller. Det fanns också idéer om att det skulle ha livgivande förmåga, och metallen var kopplad till odödlighet och skapandet av ett livselixir.

### 1500-talet och framåt

#### Guldproduktion
År 1554 utvecklade Bartolomé de Medina en metod för att med amalgam extrahera silver ur malm. Metoden blev snabbt utbredd i gruvor i de spanska kolonierna i Amerika, exempelvis i Potosí. Under den kaliforniska guldruschen på 1840-talet användes stora mängder kvicksilver, mycket hämtat från de nyfunna cinnoberfyndigheterna i New Almadén söder om San José. Vid sekelskiftet 1900 förlorade dock kvicksilver sin framträdande roll i guldutvinningen för att ersättas med andra metoder så som cyanidlakning. Kvicksilver används dock än idag av småskaliga guldgrävare.

#### Mätinstrument
Det första vetenskapliga mätinstrumentet som använde kvicksilver var en barometer utvecklad 1643 av Evangelista Torricelli. Kvicksilvertermometern av glas utvecklades av Daniel Gabriel Fahrenheit i början av 1700-talet och har förblivit vanlig ända in i nutiden. Den används fortfarande i vissa länder men är sedan 1990-talet förbjuden i bland annat Sverige.
Tidigare har tillverkats speglar med "kvicksilvertekniken", en process där även guld och tenn ingått i produktionsmassan. Samma material har även använts vid förgyllning.

### Utvinning
Numera utvinns kvicksilver främst i Kina, Kirgizistan, Ryssland, Slovenien, Italien, Ukraina och USA.

## Användningsområden
- Guld- och silverutvinning
- Amalgam (kvicksilver legerar sig med flera andra metaller)
- Framställning av acetaldehyd, klorgas och soda
- Lysrörslampor och lysrör
- Termometrar
- Elektriska apparater, inklusive nivåvippor
- Desinfektionsmedel (i form av sublimat), innan penicillinet upptäcktes

## Negativ påverkan och lagstiftning
Kvicksilver är mycket giftigt – redan på grund av sin kraftigt etsande egenskap. Hg22+-joner knyter lätt fast till och blockerar svavelatomer som ingår i många proteiner. Vid långvarig förgiftning får man skador på mag-tarmkanal och njurar. Kvicksilver kan på samma sätt även reagera med enzymer och är därför skadligt redan vid låga halter, och anrikning av metylkvicksilver i näringskedjan är ett stort problem för människor och djur.
Tandamalgam är den största exponeringskällan hos genomsnittsbefolkningen. År 1990 beräknade en expertgrupp, tillsatt av Världshälsoorganisationen (WHO), att genomsnittsbefolkningen i USA och Europa dagligen fick i sig 3,8–21 mikrogram kvicksilver i ångform från tandamalgam (förutsatt att de hade sådan lagning) och ytterligare 6,74 mikrogram av övriga former av kvicksilver (metyl-, ångform och oorganiskt) från alla övriga källor (vatten, luft, mat). Cirka 80 procent av inhalerat elementärt kvicksilver absorberas i lungorna, medan mindre än 0,01 procent av svalt elementärt kvicksilver absorberas av tarmarna. Oorganiskt kvicksilver absorberas till cirka 7–15 procent av tarmarna, medan den organiska formen monometylkvicksilver absorberas till ca 95 procent av tarmarna.